# Ich tanz’ mich in dein Herz hinein
Ich tanz’ mich in dein Herz hinein (Original: Top Hat) ist eine US-amerikanische Musicalkomödie mit Fred Astaire und Ginger Rogers aus dem Jahr 1935. Der von Mark Sandrich inszenierte Film wurde von RKO produziert; er gilt als ein Klassiker des amerikanischen Musicalfilms und ein Höhepunkt im gemeinsamen Schaffen des Leinwandpaares Astaire und Rogers.

## Handlung
Der US-amerikanische Tänzer Jerry Travers hält sich in London auf, um eine neue Show vorzubereiten. Der Produzent der Show, Horace Hardwick, informiert ihn, dass sich seine Ehefrau Madge Hardwick in Venedig aufhält und die beiden für ein Wochenende zu sich einlädt. Sie möchte vor allem Jerry mit einem jungen Mädchen bekannt machen, denn sie meint, dass Jerry endlich heiraten solle. Jerry hält davon gar nichts und bringt dies mit einem Stepptanz in Horace Hotelsuite zum Ausdruck. Dadurch wird die unter dem Zimmer schlafende Dale Tremont geweckt. Wutentbrannt stürmt sie in das Zimmer, um die Ruhestörung zu beenden. Jerry verliebt sich auf den ersten Blick in das hübsche Mädchen. Am nächsten Tag schickt er ihr sämtliche Blumen, die der Hotelblumenladen verkauft. Zudem verfolgt er Dale Schritt auf Tritt, um mit ihr in Kontakt zu bleiben. Unter anderem übernimmt er die Rolle eines Kutschers, der sie zum Reiten in einen Park bringen soll. Während eines Gewitters kommen sich die beiden in einem Tanzpavillon näher.
Dale erhält nach ihrer Rückkehr ins Hotel ein Telegramm von ihrer Freundin Madge Hardwick aus Venedig, mit der Information, dass sie deren Mann zum Wochenende nach Venedig begleiten solle. Dale denkt, Jerry sei der Mann von Madge und wird wütend, da Jerry weiter mit ihr flirtet. Zunächst möchte sie aus diesem Grund nicht nach Venedig reisen. Der Modeschöpfer Alberto Beddini, für den Dale als Model arbeitet und der ebenfalls heftigst um sie wirbt, überredet sie, nach Venedig zu reisen, um der Freundin die Augen über ihren Ehemann zu öffnen.
Jerry dagegen weiß von dieser Verwechslung nichts, erfährt aber, dass Dale das Mädchen ist, das Madge ihm vorstellen möchte. In Venedig macht er Dale weiter den Hof. Dale ist erschüttert, da auch Madge dabei anwesend ist. Als Jerry Dale einen Heiratsantrag macht, ohrfeigt sie ihn, da sie annimmt, dass er sich ihretwegen von Madge scheiden lassen will. Weil sie sich aber eingestehen muss, dass sie sich in Jerry verliebt hat, beschließt sie, sofort Antonio zu heiraten, um jeder weiteren Versuchung zu entgehen. Die Zeremonie wird durch einen von Antonio herbeigerufenen Priester auch sofort ausgeführt.
Als Dale später erfährt, wer Jerry wirklich ist, bereut sie diesen Schritt natürlich. Allerdings stellt sich heraus, dass der Priester Horaces verkleideter Kammerdiener Bates war, der in dessen Auftrag Dale überwachen sollte. Somit ist die Trauung ungültig, und Dale und Jerry kommen letztendlich doch noch zusammen.

## Produktionshintergrund
Top Hat gilt vielen Kritikern als der beste Film des Tanzpaares Fred Astaire und Ginger Rogers, wobei daneben auch Swing Time diese Ehre mitunter zugestanden wird. Als bemerkenswert gilt dabei die Ausstattung im Art-déco-Stil und die Kameraarbeit von David Abel. Abel ist der erste Kameramann, der die Farbe Weiß, die bisher in Filmen vermieden wurde, in unterschiedlichsten Varianten ablichtete, was auch den Tanzszenen große  Eleganz verlieh. Daneben trugen insbesondere die Songs von Irving Berlin trugen zur Popularität des Films bei; das berühmteste Beispiel ist der Song Cheek to Cheek, der noch 2004 in der Wahl AFI’s 100 Years … 100 Songs auf Platz 15 der größten amerikanischen Filmsongs gewählt wurde.
Die Story von Top Hat, eine romantische Verwechslungskomödie mit Screwball-Elementen, ist dabei vielen anderen Filmen mit Astaire und Rogers ähnlich. Wie bereits bei dem im Jahr zuvor erfolgreichen Scheidung auf amerikanisch besetzte die Produktionsfirma RKO Pictures an der Seite von Astaire und Rogers die drei Nebendarsteller Edward Everett Horton, Erik Rhodes und Eric Blore, die mit ihren komisch angelegten Figuren wesentlich zum Humor des Filmes beitragen. Ebenfalls wie bei Scheidung auf amerikanisch fungierte Mark Sandrich als Regisseur, er drehte danach noch drei weitere Filme mit Astaire und Rogers als Leinwandpaar und war damit eine Art Stammregisseur für die beiden. Die damals noch unbekannte Lucille Ball hat im Film einen sehr kleinen Auftritt als Blumenverkäuferin des Hotels.

## Musik- und Tanznummern
Musik und Text aller Songs stammen von Irving Berlin.
1. Ouverture – RKO Studio Orchestra während der Opening Credits.
2. No Strings (I'm Fancy Free) – gesungen und getanzt von Fred Astaire in Horace Suite.
3. Isn't This a Lovely Day (to Be Caught in the Rain)? – gesungen und getanzt von Fred Astaire und Ginger Rogers während des Gewitters im Tanzpavillon des Parks.
4. Top Hat, White Tie and Tails – gesungen und getanzt von Fred Astaire und einem Chor als Teil der Showaufführung von Jerry.
5. Cheek to Cheek – gesungen von Fred Astaire, getanzt von Ginger Rogers und Fred Astaire während des ersten Balls in Venedig.
6. The Piccolino – gesungen von Ginger Rogers, getanzt von Ginger Rogers und Fred Astaire während des zweiten Balls in Venedig.
7. The Piccolino (Reprise) – getanzt von Ginger Rogers und Fred Astaire als Finale.

## Synchronisation
Die deutsche Synchronbearbeitung entstand 1950 bei der RKO Synchron Abteilung Berlin. Die Synchronregie führte Reinhard W. Noack, das Dialogbuch entwarf Richard Busch. Die deutsche Erstaufführung fand am 31. März 1950 statt. Üblich für die Nachkriegszeit wurden nicht nur die Dialoge, sondern auch die Liedtexte eingedeutscht (wobei diese sich teilweise deutlich von dem englischen Originalinhalt entfernen). So fungierte Harry Giese als Sprecher für Fred Astaire in den Dialogen, während der damals sehr populäre Rudi Schuricke die Lieder von Astaire sang.
| Rolle           | Darsteller            | Synchronsprecher                        |
| --------------- | --------------------- | --------------------------------------- |
| Jerry Travers   | Fred Astaire          | Harry Giese und Rudi Schuricke (Gesang) |
| Dale Tremont    | Ginger Rogers         | Ilse Hülper                             |
| Horace Hardwick | Edward Everett Horton | Erich Fiedler                           |
| Madge Hardwick  | Helen Broderick       | Erna Sellmer                            |
| Alberto Beddini | Erik Rhodes           | Karl Meixner                            |
| Bates           | Eric Blore            | Eduard Bornträger                       |

## Rezeption

### Veröffentlichung und Publikumserfolg
Die Uraufführung des Films fand am 29. August 1935 in New York City statt. Mit einem Einspielergebnis von über 3 Millionen Dollar wurde er der größte Kassenschlager von RKO in den 1930er-Jahren und rettete die in der Great Depression kriselnde Produktionsfirma vor dem Bankrott.
Einzig in Italien wurde Top Hat von Diktator Benito Mussolini verboten, da dieser erbost über die seiner Meinung nach überzogene Karikatur des italienischen Modemachers Beddini (dargestellt von Rhodes) war.

### Kritiken
„Mit perfekten Tänzen von Astaire / Rogers und unsterblichen Songs von Irving Berlin. Mit Charme und Eleganz in Szene gesetztes Musical, das als Höhepunkt der Zusammenarbeit von Fred Astaire und Ginger Rogers gilt.“

### Rezeption in der Popkultur
Die Tanzszene sowie das Lied Cheek to Cheek sind ausschnittsweise in dem Woody-Allen-Film The Purple Rose of Cairo aus dem Jahre 1985 sowie in der Verfilmung des Stephen-King-Romans The Green Mile aus dem Jahr 1999 enthalten.  

## Auszeichnungen
Academy Awards 1936
Nominierungen
- Kategorie Bester Film – verloren gegen Meuterei auf der Bounty.
- Kategorie Bestes Szenenbild (Van Nest Polglase und Carroll Clark) – verloren gegen Richard Day (Der Weg im Dunkel)
- Kategorie Bester Song (Irving Berlin mit „Cheek to Cheek“) – verloren gegen Harry Warren und Al Dubin mit „Lullaby of Broadway“ aus Die Goldgräber von 1935.
- Kategorie Beste Tanzregie (Hermes Pan für „Piccolino“ and „Top Hat, White Tie and Tails“) – verloren gegen Dave Gould für Broadway-Melodie 1936 und Folies Bergère de Paris.

1990 wurde Top Hat in das amerikanische National Film Registry für erhaltenswerte Filme aufgenommen. 